# Lipa rič (album Dalmatina)
Lipa rič je treći studijski album dalmatinskog pop sastava Dalmatino. Album je 2009. godine objavila diskografska kuća Dancing Bear.

## Popis pjesama
1. Lipa rič
2. Dvi sestre blizanke
3. Grana o' smokve
4. Feta žute naranče
5. To nije zna ni'ko ka ja
6. Di ću
7. Premaliće
8. Bura okriće
9. Gospe od cukra
10. Moja jube